# Закшево (Більський повіт)
Закшево (пол. Zakrzewo) — село в Польщі, у гміні Вишки Більського повіту Підляського воєводства.
Населення — 46 осіб (2011).
У 1975—1998 роках село належало до Білостоцького воєводства.

## Демографія
Демографічна структура станом на 31 березня 2011 року:
|          | Загалом | Допрацездатний вік | Працездатний вік | Постпрацездатний вік |
| -------- | ------- | ------------------ | ---------------- | -------------------- |
| Чоловіки | 22      | 3                  | 18               | 1                    |
| Жінки    | 24      | 6                  | 15               | 3                    |
| Разом    | 46      | 9                  | 33               | 4                    |